# Бялкув-Ґурни
Бялкув-Ґурни (пол. Białków Górny) — село в Польщі, у гміні Костелець Кольського повіту Великопольського воєводства.
Населення — 202 особи (2011).
У 1975-1998 роках село належало до Конінського воєводства.

## Демографія
Демографічна структура станом на 31 березня 2011 року:
|          | Загалом | Допрацездатний вік | Працездатний вік | Постпрацездатний вік |
| -------- | ------- | ------------------ | ---------------- | -------------------- |
| Чоловіки | 96      | 18                 | 65               | 13                   |
| Жінки    | 106     | 19                 | 63               | 24                   |
| Разом    | 202     | 37                 | 128              | 37                   |